# Доротея (роман)
«Доротея» (исп. La Dorotea) — роман испанского писателя Лопе де Веги, написанный в форме прозаической драмы и опубликованный в 1632 году. Считается его итоговым произведением.
Главные герои романа — литератор Фернандо, которого автор явно наделил своими чертами, и его возлюбленная Доротея. В основу сюжета, по-видимому, легла бурная любовная связь Лопе и Елены де Осорио в 1580-х годах. В посвящении к роману автор утверждает, что написал «Доротею» «в ранней юности», рукопись затерялась, а позже была найдена и отредактирована; однако в литературоведении существует мнение, что основную часть работы Лопе де Вега проделал всё же в старости, а первый вариант романа не повлиял заметно на конечный результат, даже если существовал в действительности.